# Martin O'Malley
Martin Joseph O'Malley (Potomac, Maryland, 18 de enero de 1963) es un político estadounidense del Partido Demócrata. Desde enero de 2007 hasta enero de 2015 ocupó el cargo de gobernador del estado de Maryland. Derrotó al gobernador Ehrlich en 2006 y en 2010. De 1999 a 2007 fue alcalde de Baltimore, habiendo sido previamente concejal de 1991 a 1999.
O'Malley se desempeñó como presidente de la Asociación de Gobernadores Demócratas 2011 a 2013, mientras se desempeñaba como gobernador de Maryland. Después de su salida de la función pública a principios de 2015, se designó a de la Universidad Johns Hopkins Carey Business School como profesor visitante se centra en el gobierno, los negocios y las cuestiones urbanas.
Como gobernador, en 2011, firmó una ley que haría que los inmigrantes ilegales traídos a Estados Unidos cuando eran niños elegibles en el estado de matrícula de la universidad, y en 2012, firmó una ley para legalizar el matrimonio entre personas del mismo sexo en Maryland. Cada ley fue sometida a referéndum de los votantes en la elección general de 2012 y ratificada por una mayoría de los votantes.
O'Malley anunció públicamente su candidatura en las elecciones presidenciales de 2016, el 30 de mayo de 2015, en Baltimore, Maryland, y presentó su candidatura forma que buscan la nominación del Partido Demócrata a la Comisión Electoral Federal el 29 de mayo de 2015